# Søren Holm
Søren Holm (født 4. marts 1901, død 17. august 1971) var dansk teolog og religionshistoriker. Han gik på Rønde gymnasium. Fra 1928-1943 arbejdede han som gymnasielærer på Randers Statsskole og Aalborg Katedralskole, derefter docent og fra 1947 som professor i systematisk teologi ved Københavns Universitet indtil 1971.
Holm virkede som provst for Regensen i perioden 1954-1968.